# Mercer County, Pennsylvania
Mercer County är ett administrativt område i delstaten Pennsylvania i USA. År 2010 hade countyt 116 638 invånare. Den administrativa huvudorten (county seat) är Mercer.

## Politik
Mercer County har under senare år tenderat att rösta på republikanerna i politiska val. Republikanernas kandidat har vunnit rösterna i countyt i fyra av fem presidentval (2004, 2008, 2012, 2016) under 2000-talet.

## Geografi
Enligt United States Census Bureau har countyt en total area på 1 768 km². 1 740 km² av den arean är land och 28 km² är vatten.

### Angränsande countyn
- Crawford County - nord
- Venango County - öst
- Butler County - sydost
- Lawrence County - syd
- Mahoning County, Ohio - sydväst
- Trumbull County, Ohio - väst

### Orter
- Grove City
- Mercer (huvudort)